# Carl Faulmann

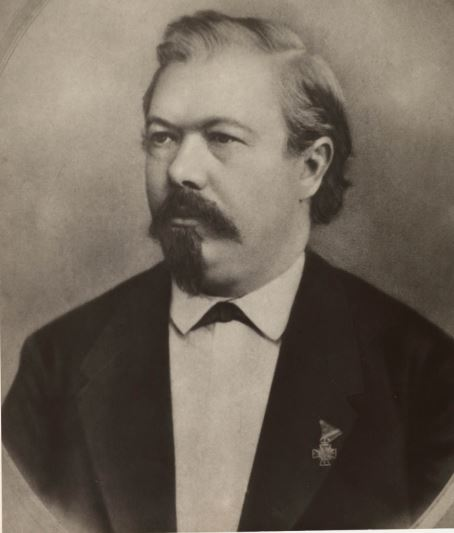
Carl Faulmann (etwa 1875)

Johann Christoph Carl Faulmann, meist kurz Carl oder Karl Faulmann, (* 24. Juni 1835 in Halle an der Saale; † 28. Juni 1894 in Wien) war Schriftsetzer, Privatgelehrter, Autor und Stenografie-Theoretiker.

## Leben

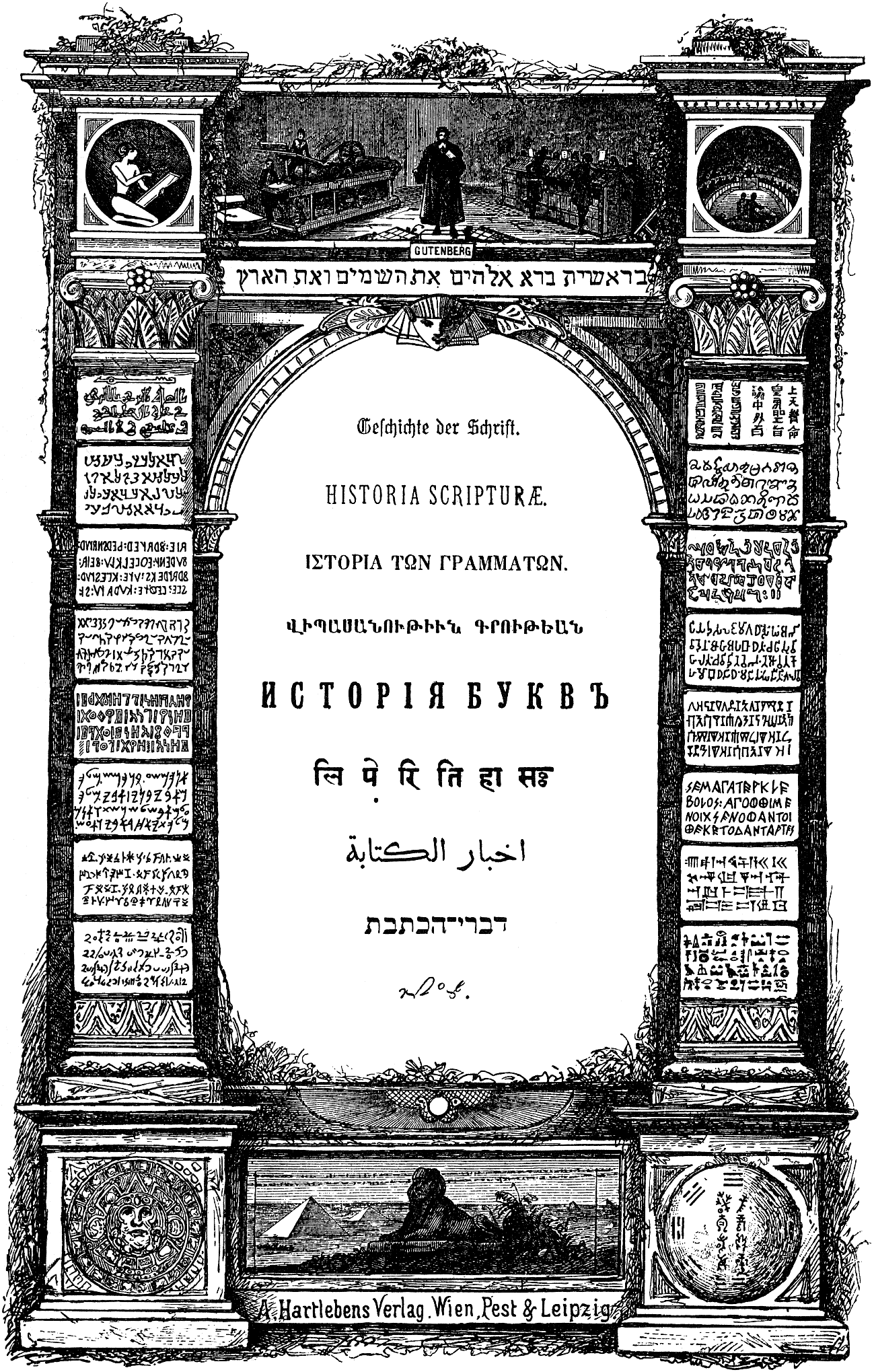
Frontispiz von Faulmanns Illustrierter Geschichte der Schrift (1880)

Carl Faulmann wuchs als Sohn eines Tagelöhners aus Halle in ärmlichsten Verhältnissen auf. Er wurde 1849 Setzerlehrling bei der Buchdruckerei von Gebauer und Schwetschke in Halle. Nach Beendigung seiner Lehre ging er auf Wanderschaft und kam über Magdeburg, Berlin, Frankfurt/Oder, Schlesien, Sachsen, Thüringen sowie Coburg nach München, wo er 1854 zur Zeit der „Allgemeinen Ausstellung Deutscher Industrie- und Gewerbeerzeugnisse“ eintraf.
Bei dieser Ausstellung sah er die von der Königlichen Hof- und Staatsdruckerei in Wien ausgestellten Drucktypen in Stolze’scher Kurzschrift. Von dieser Zeit an beschäftigte er sich mit dem Plan, solche Typen auch für das weit verbreitete Stenografiesystem Gabelsbergers auszuarbeiten. Tatsächlich wurde er 1855 vom Direktor der Hof- und Staatsdruckerei in Wien, Aloys Auer, als „Schriftsetzer für fremde Sprachen“ angestellt und mit der Ausführung seines Plans beauftragt. Schon im folgenden Jahr gelang ihm eine erste Version seiner Gabelsbergerschen Typen, die er dann in immer wieder verbesserten Versionen fast vier Jahrzehnte lang zum Druck von Stenografie-Zeitschriften und -Lehrbüchern nutzte.
1859 trat er aus den Diensten der Staatsdruckerei aus, arbeitete als Stenografielehrer an höheren Schulen sowie als Setzer. Faulmann gelang es, sich in Wien eine sichere Existenz aufzubauen: 1860 heiratete er Karoline Schmidt (aus der Ehe gingen elf Kinder hervor, von denen ihn vier überlebten), im folgenden Jahr bestand er die Lehramtsprüfung für Stenografie und 1866 wurde er österreichischer Staatsbürger. Zugleich erweiterte er – weithin autodidaktisch – seine Sprachkenntnisse, besonders befasste er sich mit Hebräisch, Persisch und Sanskrit. Auch verbesserte er seine Gabelsberger’schen Typen weiter.
Faulmanns Hauptbeschäftigung blieb jedoch die Stenografie, so dass er schon 1868 Mitglied der Lehramts-Prüfungskommission wurde und ab 1876 als Lektor für Stenografie an der Universität Wien wirkte. Weitere Lehrbücher sowie historische Darstellungen der Kurzschriftsysteme zeigten Faulmanns theoretische Durchdringung der komplexen Materie. Sein Engagement in den Bemühungen um eine Vereinfachung des Gabelsberger’schen Systems führten Faulmann schließlich 1874 zur Entwicklung eines eigenen, weit einfacheren Stenografiesystems namens Phonographie. 
Wie der Name („Lautschrift“) andeutet, sollte die Phonographie Schnelligkeit v. a. durch eine radikale Vereinfachung der Orthographie erzielen, indem Faulmanns System nicht Buchstabe für Buchstabe die übliche Schreibung, sondern Laut für Laut die Aussprache der Wörter aufzeichnete. Die Schrift wurde zunächst nicht von Faulmann selbst veröffentlicht, der negative Beurteilungen wegen privater Konflikte fürchtete, sondern 1874 von dem Wiener Bürgerschullehrer Braut. Erst 1880 gab Faulmann sich als Erfinder seiner Schrift zu erkennen und nannte sie von da an „phonetische Stenographie“. Nachdem er die eigene Orthografie 1884 wegen zu großer Widerstände wieder aufhob und die Schrift auch sonst nochmals überarbeitete, erlangt Faulmanns System v. a. in Österreich zeitweise große Verbreitung; noch um 1900 existierten dort 17 Phonographie-Vereine mit 1351 Mitgliedern.

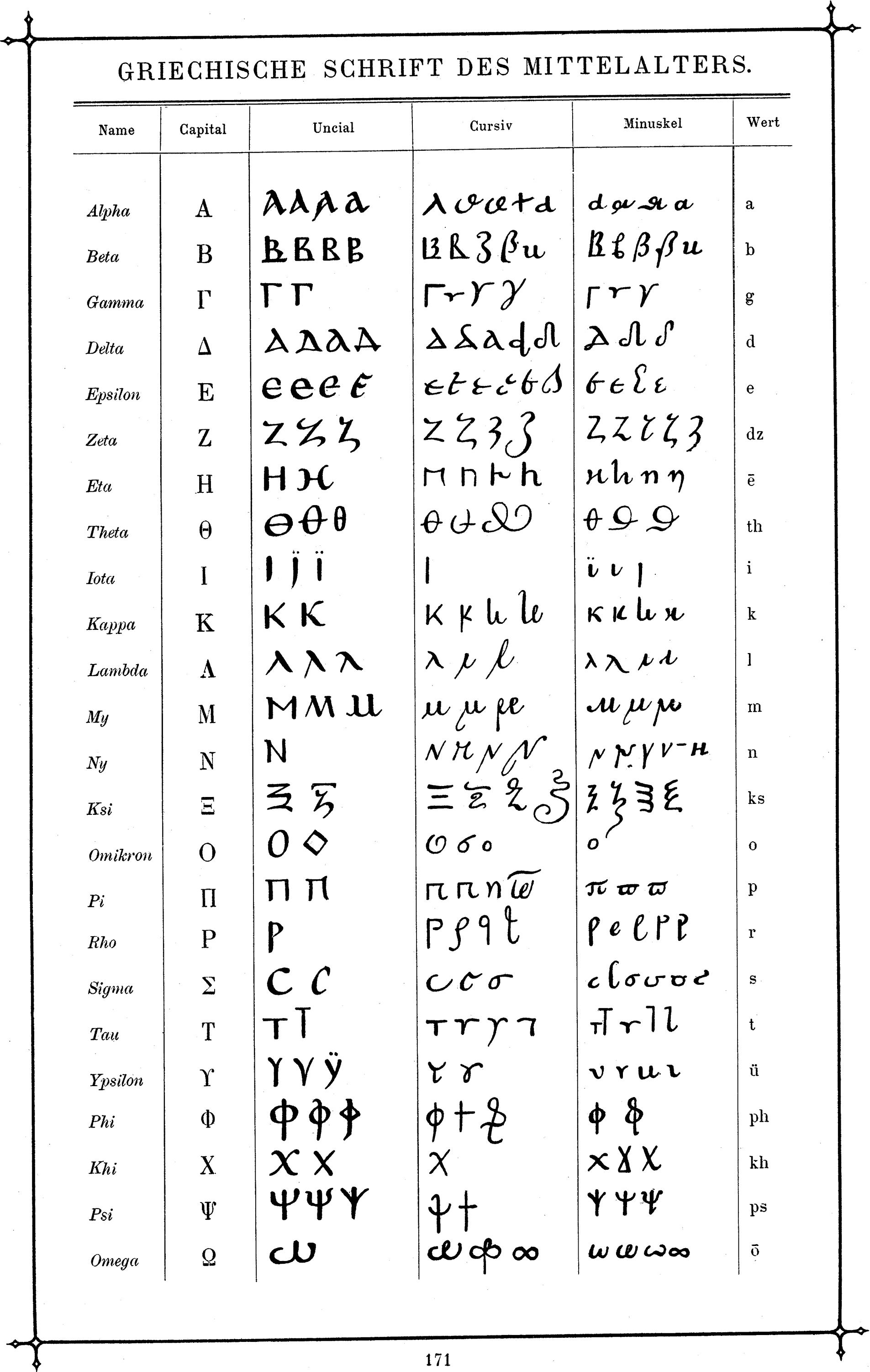
Eine Seite aus Faulmanns Buch der Schrift (2. Aufl. 1880)

Daneben experimentierte Faulmann weiter mit dem Druck fremder Schriften und veröffentlichte Bücher zum Thema Schrift, die zum Teil noch mehr als 120 Jahre nach ihrer Erstveröffentlichung 1880 unverändert neu aufgelegt wurden. So überarbeitete er im Auftrag der Wiener Staatsdruckerei Auers Buch Schriftzeichen des gesamten Erdkreises, woraus Faulmanns Buch der Schrift (1878, 2. Aufl. 1880) hervorging, das in bis dahin unerreichter Vollständigkeit alle bekannten Schriftsysteme behandelte. Faulmann stellte seine Alphabete auf Grund von Reiseberichten, Grammatiken, Fachzeitschriften und kulturgeschichtlichen Werken zusammen. Seine Sammlung der verschiedenen Schriftsysteme der Welt ist sehr verdienstvoll. In seinen theoretischen Schriften über Entstehung und Entwicklung der Schriften (v. a. Illustrierte Geschichte der Schrift, 1880) verstieg Faulmann sich allerdings zu Theorien, mit denen er zum Beispiel Zusammenhänge zwischen Runen und ägyptischen Hieroglyphen herstellen wollte, was wissenschaftlich nicht haltbar ist. Auch die Illustrierte Geschichte der Schrift behält jedoch bis heute als umfangreiche Materialsammlung sowie durch die damals neuartige Wiedergabe historischer Schriftbeispiele in Farblithographie ihren Wert.
Ermutigt durch seine Erfolge, wagte sich Faulmann noch auf andere Gebiete der Wissenschaft, etwa durch eine Illustrierte Kulturgeschichte für Leser aller Stände (Wien 1881), eine wiederum bebilderte Wissenschaftsgeschichte Im Reiche des Geistes (Wien 1894) sowie mit einem Etymologischen Wörterbuch der deutschen Sprache (Halle 1893). Alle diese Werke waren aber unsystematisch und in der Argumentation oft willkürlich, insbesondere das Wörterbuch erntete nur Kritik. Dennoch fanden Faulmanns Verdienste weite öffentliche Anerkennung: die Wiener Weltausstellung brachte ihm 1873 eine Verdienstmedaille ein, 1884 wurde ihm für seine Verdienste von der Universität Wien der Titel eines Professors für Stenografie verliehen.
Carl Faulmann ruht auf dem Evangelischen Friedhof Matzleinsdorf (Gruppe 21, Nr. 65) in Wien.

## Herkunftsfamilie
Carl Faulmann war nach mündlicher Familienüberlieferung ein Glied der Faulmann-Familie im Saalekreis, die urkundlich seit dem 16. Jh. in Lochau und im Nachbarort Raßnitz in der Nähe Halles nachgewiesen ist. Die männliche Linie der Faulmanns starb in Raßnitz in den 40er Jahren des 20. Jh. aus. Die Schwester Johanna Friederika Faulmann geb. 1813, gebar am 27. September 1842 in Raßnitz Karl Ferdinand Faulmann, der später von seinem leiblichen Vater Giacomo
Cetti, geb. 1818 legitimiert wurde. Karl Ferdinand Cetti verstarb am 27. Februar 1916 in Pegau bei Leipzig. Er hatte mit seiner Ehefrau Bertha Pauline Rölke (1845–1882), 4 Kinder, darunter einen Sohn Robert Karl Cetti geb. 1871, so dass die männliche Linie der Faulmanns, unter dem Namen Cetti, bis heute fortgesetzt wird.

## Ehrungen
Zu Ehren Carl Faulmanns ist eine Straße in seinem Geburtsort Halle benannt. Im Jahr 1913 wurde in Wien-Wieden (4. Bezirk) die Faulmanngasse nach ihm benannt.

## Schriften (Auswahl)
- Revision des Gabelsbergerschen Sistems der Stenographie und der Dresdener Commissions-Beschlüsse. Rospini, Wien 1861 (Digitalisat, MDZ)
- Stenographisches Fremdwörterbuch nach Gabelsberger's System, bearbeitet. 2 Teile. F. Raspini in Comm., Wien 1862–1864
- Entwicklung des Gabelsberschen Systems der Stenographie. Eine Festgabe. F. Klemm in Comm., Wien 1868 (Digitalisat – Internet Archive)
- Das Buch der Schrift. Enthaltend die Schriftzeichen und Alphabete aller Zeiten und aller Völker des Erdkreises.  Verlag der kaiserlich königlichen Staatsdruckerei. Wien 1878, 2. vermehrte und verbesserte Auflage, 1880 (Digitalisat – Internet Archive)
- Die Phonographie in ihrem Verhaltniss zur Kurrentschrift und zur Stenographie: Drei populär-wissenschaftliche Abhandlungen. Bermann & Altmann, Wien 1878 (Digitalisat – Internet Archive)
- Illustrirte Geschichte der Schrift.  A. Hartleben, Wien/Pest/Leipzig 1880 (Digitalisat – Internet Archive)
- Illustrierte Culturgeschichte für Leser aller Stände.  A. Hartleben’s Verlag, Wien, Pest, Leipzig 1881 (Digitalisat – Internet Archive)
- Illustrirte Geschichte der Buchdruckerkunst. A. Hartleben’s Verlag, Wien, Pest, Leipzig 1882 (Digitalisat – Internet Archive)
- Historische Grammatik der Stenographie. Übersichtliche Darstellung der Systeme der Stenographie von der ältesten Zeit bis auf die Gegenwart auf Grundlage von Originalstudien verfasst. Mit vielen in den Text gedruckten Alphabeten und Schriftproben. Bermann & Altmann, Wien 1887.
- Die Erfindung der Buchdruckerkunst nach den neuesten Forschungen. Hartleben, Wien 1891 (Digitalisat, Heinrich-Heine-Universität Düsseldorf)
- Etymologisches Wörterbuch der deutschen Sprache nach eigenen neuen Forschungen. 10 Hefte. E. Karras, Halle a.S. 1891–1893.
- Im Reiche des Geistes. Illustrirte Geschichte der Wissenschaften. A. Hartleben’s Verlag, Wien, Pest, Leipzig 1894 (Digitalisat – Internet Archive)
- Geschichte und Litteratur der Stenografie. Bermann & Altmann, Wien 1895 (Digitalisat – Internet Archive)